# 京極おきな
京極 おきな（きょうごく おきな、本名は京極 翁（読み同じ）、2001年 - ）は、日本のアーティスティックスイミング選手である。マーメイドジャパン代表メンバー。近畿大学附属高等学校在学中で井村アーティスティックスイミングクラブに所属している。
2016年8月に行われた全国JOCジュニアオリンピックカップ水泳競技大会（13-15歳の部）では、フリールーティンソロ・デュエットともに優勝を果たして最優秀賞を受賞した。2017年9月に全日本の井村雅代ヘッドコーチの推薦により代表候補メンバー入りを果たした。
2018年4月、代表デビューとなった日本選手権のチームフリールーティーンでジャンパーとして活躍し、優勝に花を添えた。井村ヘッドコーチは「一番ジャンパーに適した選手」、「（チームとしては）全然だめだったが、京極が収穫」と語った。
2022年6月、世界水泳選手権の直前に、コーチ陣やチームメイトとの思想の食い違いを理由に日本代表Aチームから離脱した。現在は井村アーティスティックスイミングクラブにて選手兼指導者として活動している。